# Bataille navale du 12 janvier 1640
 (mars 2023).
La mise en forme du texte ne suit pas les recommandations de Wikipédia : il faut le « wikifier ».
Les points d'amélioration suivants sont les cas les plus fréquents :
- Les titres sont pré-formatés par le logiciel. Ils ne sont ni en capitales, ni en gras.
- Le texte ne doit pas être écrit en capitales (les noms de famille non plus), ni en gras, ni en italique, ni en « petit »…
- Le gras n'est utilisé que pour surligner le titre de l'article dans l'introduction, une seule fois.
- L'italique est rarement utilisé : mots en langue étrangère, titres d'œuvres, noms de bateaux, etc.
- Les citations ne sont pas en italique mais en corps de texte normal. Elles sont entourées par des guillemets français : « et ».
- Les listes à puces sont à éviter, des paragraphes rédigés étant largement préférés. Les tableaux sont à réserver à la présentation de données structurées (résultats, etc.).
- Les appels de note de bas de page (petits chiffres en exposant, introduits par l'outil «  Source ») sont à placer entre la fin de phrase et le point final[comme ça].
- Les liens internes (vers d'autres articles de Wikipédia) sont à choisir avec parcimonie. Créez des liens vers des articles approfondissant le sujet. Les termes génériques sans rapport avec le sujet sont à éviter, ainsi que les répétitions de liens vers un même terme.
- Les liens externes sont à placer uniquement dans une section « Liens externes », à la fin de l'article. Ces liens sont à choisir avec parcimonie suivant les règles définies. Si un lien sert de source à l'article, son insertion dans le texte est à faire par les notes de bas de page.
- La présentation des références doit suivre les conventions bibliographiques. Il est recommandé d'utiliser les modèles {{Ouvrage}}, {{Chapitre}}, {{Article}}, {{Lien web}} et/ou {{Bibliographie}}. Le mode d'édition visuel peut mettre en forme automatiquement les références.
- Insérer une infobox (cadre d'informations à droite) n'est pas obligatoire pour parachever la mise en page.

Pour une aide détaillée, merci de consulter Aide:Wikification.
Si vous pensez que ces points ont été résolus, vous pouvez retirer ce bandeau et améliorer la mise en forme d'un autre article.
La bataille navale du 12 janvier 1640 ou Bataille navale de la Pointe des Pierres ou de la ponte de perdras en espagnol, du nom d'un promontoire situé à une quinzaine de kilomètres au nord de l'île brésilienne d'Itamaraca, fut la dernière menée par une flotte hispano-portugaise, avant la fin dans la même année de l'Union ibérique, causée par la Restauration portugaise de décembre 1640.
C'est une étape importante des guerres de reconquête des Portugais au Brésil, menée avec les Espagnols, face à la Nouvelle-Hollande (Brésil). Perdue face à la flotte néerlandaise pourtant très inférieure en nombre, en raison d'une extrême chaleur et de vents systématiquement contraires, elle marque l'incapacité à défendre les colonies ibériques d'Amérique du Sud contre les incursions des corsaires d'Europe du Nord.
Cette « grande expédition combinée de 1639-1640 », associant les Espagnols et les Portugais, est écartée de justesse le 12 janvier 1640 par la flotte hollandaise à la hauteur de la capitainerie de Tamarica, après une bataille navale de cinq jours.

## Contexte

### Les Ibériques en difficulté aussi en Catalogne
Le Premier ministre portugais Olivarès connut de durs revers durant le début de l'année 1640. Le Roussillon, tenu par les Espagnols, était alors convoité par les Français
Au cours du second siège, mené par les Espagnols, du 1er septembre 1639 au 6 janvier 1640, la faim venant à bout des régiments français. Le 6 janvier 1640, la forteresse de Salces, en Catalogne, où le Portugal, qui avait échoué à mobiliser ses nobles, peu enclins au service militaire, n'est récupérée qu'au prix d’un terrible coût humain. À la mi-juin 1639, les Français avaient mis le siège devant et pris la place le 19 juillet, provoquant une tempête politique au Portugal.
Ce sera seulement quelques jours après, à la mi-janvier 1640, que l’énorme armada sous le commandement de la Torre échouera à expulser les Hollandais du Brésil, car elle est prise de court par une météo exécrable, l'armada débarquée préférant ensuite éviter la colonie hollandaise.

### Les lourdes pertes de bataille des Dunes
Peu après a lieu au Sud de l'Angleterre la bataille des Downs, ou bataille des Dunes, du 21 octobre 1639, qui cause des pertes humaines énormes : 15 200 morts et 1 800 prisonniers selon les rapports de l'époque, estimation révisée désormais à 7 000 marins et soldats tués et 2 000 autres capturés pour les Espagnols et entre 500 et 1 000 morts pour les Hollandais. Les 95 navires hollandais de l'amiral Maerten Tromp et du vice-amiral Witte de With, détruisent 32 grands vaisseaux espagnols, ce qui place soudain l'emprise espagnole en Amérique du Sud en danger, le vice-roi du Pérou écrivant le 1er janvier 1640, que les Hollandais pouvaient se rendre à Callao sans être découverts, tandis que les habitants ont massivement fui Lima dans les montagnes, emportant leurs objets de valeur.
Les Portugais, excédés par les remous de l'Union ibérique dont ils sentent la fin approcher, ont fait peu effort pour collaborer à une nouvelle campagne brésilienne contre les Hollandais. En raison du manque d’hommes et de navires, Don Fadrique de Toledo, nouveau comme commandant de l’armada, refusa d’être responsable plus longtemps et se brouilla avec le premier ministre Olivares, qui l’a fait mettre en prison, où il est décédé quelques mois plus tard.
Les lourdes pertes de ces deux semi-victoires font que la WIC est dès lors en perte de vitesse militaire dans l’Atlantique à partir de 1640. La dernière expédition d’une certaine taille fut celle de Cornelis Jol, visant à intercepter une flotte d'argent espagnole au large de La Havane avec 26 navires, mais victime d'un ouragan le 11 septembre 1640, de telle sorte que c'est finalement 200 Hollandais qui seront  faits prisonniers.

### La situation alimentaire tendue et la diplomatie de Richelieu
En raison d'un « hiver rigoureux » et d'arrivages de la Baltique « réduits à peu de chose » le prix des denrées de premières nécessités avait fortement augmenté.
En France, le Cardinal Richelieu se montre alors très actif sur le plan international. Les « agents de Richelieu déployaient une puissante activité en Catalogne et en Portugal » pour laisser présager des événements futurs à la « crédulité populaire ».

### Les intrigues de pouvoir au Portugal
Fernando de Mascarenhas, l'amiral en chef, ex-inquisiteur général du Portugal puis gouverneur général du Brésil de janvier à novembre 1639, souhaite à l'occasion de cette expédition porter secours à un de ses proches, Jorge de Mascarenhas, comte de Castelo Novo, alors vice-roi du Brésil de 1639 à 1641. Le second était alors déjà pris dans les intrigues de pouvoir au Portugal. Une lettre  d’août 1637, rédigée par le secrétaire d'Etat portugais Miguel de Vasconcelos, ensuite assassiné lors de la Restauration portugaise de décembre 1640, montre que le même Jorge de Mascarenhas s'inquiétait, tout comme son ami et Francisco de Lucena, de  l’entregent du clan Soares-Vasconcelos au pouvoir, critiqué pour sa gestion des offices, notamment concernant le commerce du bois de brésil, les dénonciateurs s'attachant à amalgamer le fait d'être Portugais, Juif, ou banquier, sur fond de  « judaïsme » attribué à la politique financière portugaise des années 1625-1640.

### L'appel au secours du gouverneur hollandais
Nassau-Siegen avait pourtant écrit le 9 juillet 1639 aux États généraux pour déplorer le manque de vivres et n'avoir que 3 000 hommes à opposer à la flotte hispano-portugaise assemblée à Salvador de Bahia par des militaires espagnols de Buenos-Aires: 86 bâtiments, près de 15 000 hommes commandés par (pt) Fernando de Mascarenhas.

## Préparation
Les mouvements de troupes et le débarquement à Bahia de soldats ibériques venus combattre les Hollandais, en préparation de cette grande offensive de 1639-1640, finalement manquée début 1640, a déclenché de grandes maneuvres logistiques et d'approvisionnement, ce qui a entrainé un bond exportations de produits alimentaires de São Paulo vers Bahia. Dans la foulée, les colons « accroissent les cultures vivrières, comme le blé, et d’autres activités fondées sur l’asservissement des Amérindiens », souvent employés au portage de marchandises. Pour se procurer par la force cette main-d'œuvre quasi-gratuite, les expéditions portugaises dans l'intérieur des terres, au dessus de Sao Paulo, Rio de Janeiro et Bahia se multpliplient.
Ces raids, d'abord lancés dans les années 1627-1640, ont selon les historiens entraîné la capture d’environ cent mille Amérindiens, ce qui en fait « l’une des opérations esclavagistes les plus prédatrices de l’époque moderne ». Sur la seule période s'étendant de 1625 à 1650, il du même ordre que celui des Africains introduits au Brésil portugais et hollandais.
La flotte de secours est destinée à répondre à l'attaque de Bahia par les Hollandais en avril et mai 1638. Elle quitte Lisbonne le 7 septembre 1638 mais perd du temps dans l'archipel du Cap vert, où la peste sévit, et n'approche de Récife que 4 mois et demi plus tard, le 23 janvier 1639, puis dévie vers Bahia. Elle n'en revient vers Récife que le 19 novembre 1639. Ce temps perdu a été mis à profit par les Hollandais pour renforcer les fortifications.
Ce n'est pas la première flotte de secours envoyée contre le Brésil hollandais. Neuf ans plus tôt, une autre, beaucoup plus modeste, de seulement 20 navires dirigée par Dom Antonio de Oquende avait quitté Lisbonne en mai 1631 mais d'abord accosté à Bahia. Le 5 septembre 1631, elle avait  battue une flotte hollandaise dirigée par Adriaen Janszoon Pater, lors de la Bataille des Abrolhos, non loin de Les Cayes. Après cette bataille, les Hollandais décidèrent cependant d'incendier Olinda, pour éviter que les Portugais ne reviennent. C'est la seule victoire hollandaise des deux premières années de présence au Brésil, avant le ralliement de Domingos Fernandes Calabar le 20 avril 1632, un portugais accusé de contrebande.
En 1640, la flotte hispano-portugaise du Comte la Torre va mener un combat, qui semble au départ très inégal, contre la flotte de la WIC dirigée par Willem Cornelisz, qui aura lieu au Rio Grande, beaucoup plus au Nord du lieu prévu au Pernambouc, la météo rendant impossible la première tentative de débarquement.

## Forces en présence
Même si une épidémie de peste l'a privé de « 3000 combattants, Mascarenhas en conservait encore 12,000, non compris les auxiliaires du Brésil » et la « flotte hollandaise était de plus de moitié inférieure ».
Des renforts arrivèrent de Rio de Janeiro et Buenos Aires, et Bahia fut métamorphosé en un grand port, avec plus de 8500 hommes, dont 2400 noirs dirigés par Henriquez Diaz, et 4600 hommes de troupes régulières espagnoles et portugaises, sous les ordres du général comte Bagnola et des colonels Louis Barbaillo, Dom Manuel Mascarenhas, et Hector de la Calce.
Les Hollandais ne comptent que 13 navires de l'amiral Willem Cornelisz et doivent armer des navires marchands, pour arriver à 41 navires, maneuvrés par 1600 matelots, selon la lettre adressée aux Etats-Généraux par le gouverneur le 9 juillet 1639. Le 19 novembre 1639 la flotte hispano-portugaise part de Bahia avec 86 bâtiments, 12000 à 15000 matelots et soldats, commandée par Dom Fernando Mascarenhas, comte de la Torre. Elle compte 12 grands gallions portant 568 canons de gros calibre, sous le commandement de Don Juan de Vega, une escadre portugaise de 8 gallions avec 226 canons en métal, sous les ordres de Dom Rodrigo Lobo, 27 navires auxiliaires des îles Açores et du Brésil portugais, avec 250 canons, mais aussi 39 caravelles, pataches et barques, pourvues de petits canons, pour le transport des troupes de débarquement.
L'armada hispano-portugaise comptait « un grand nombre de superbes bâtiments de guerre de premier ordre ». Parmi ses combattants, Sanfelice Giovanni Vincenzo, Comte de Bagnoli (1575-1645), qui participa, en 1625 à la reprise de Salvador aux Hollandais, issu d'une famille napolitaine. Dès 1631, à la tête de 1200 soldats napolitains, le Comte de Bagnoli avait appuyé l'expédition victorieuse de Don Antonio Oquendo à la Bataille des Abrolhos, composée de 56 navires portant 439 canons et 1800 hommes , qui avait battu la flotte de la WIC d'Adriaen Janszoon Pater et Martin Thijssen, forte de 17 navires, 2 130 hommes, avant de poursuivre sans succès jusqu'à Récife.

## Déroulement
L'armada hispano-portugaise a souffert de conditions météo exceptionnellement mauvaises et imprévisibles. Face au vent du nord, elle mit presque deux mois pour arriver de Bahia à la hauteur de Recife au Pernambouc.
L'amiral dirigeant la flotte a préféré débarquer à "Pau amarelo", au nord de Récife, plutôt qu'à Serinham ou Santo Agostinho, au sud de Récife. En raison de la ponction sur les vivres et l'eau potable d'un voyage aussi long, il y tente, sous une certaine pression, un débarquement de 7000 hommes. Mais un vent violent du sud oblige à y renoncer, la veille du 12 janvier 1640, quand elle rencontra la flotte hollandaise à la hauteur de Tamarica (Ilha de Itamaracá) ou plus exactement « entre l'île de Tamaraca et la rivière de Goyana ».
Ce qui devait être un vaste débarquement se transforme en bataille navale, entre Ponta Pedras, le point le plus oriental du continent sud-américain, et Canhau, trente kilomètres plus au nord
L'amiral Willem Cornelisz Loos, tué dans les combats, est remplacé par le vice-amiral Jacob Huygens. Un grand nombre d'Espagnols et de Portugais trouvèrent la mort aussi. Le comte de la Torre était sur le galion du général Vega Bazán, avec qui il était en conflit personnel.
En nombre de canons aussi, l'armement hollandais était de beaucoup inférieur mais avait l’avantage d’être composée de voiliers plus mobiles que les galions espagnols et Portugais. Ainsi, les lourds galions espagnols manœuvrent difficilement et la plupart de leurs boulets passent par dessus les yachts des Hollandais, qui font 230 prisonniers.
Après trois jours de combat, le 15 janvier, « Mascarenhas se replia ». De plus en plus poussées vers le nord, les deux flottes furent empêchées, par un calme plat, de se rapprocher les deux jours suivants. Le 17 janvier un quatrième combat fut livré à la hauteur de Rio Grande, et une partie de la flotte espagnole se cacha derrière les rochers du cap Saint-Roque, pour chercher de l'eau potable.
Les amiraux Bagnola, de Mora et Louis Barbaillo parvinrent, au nord de Rio Grande, à débarquer une partie de leur vaste corps expéditionnaire, mais finalement, en difficulté dans l'intérieur des terres, contournent la colonie hollandaise pour arriver à Bahia.
Le reste de la flotte espagnole a été entraîné vers le nord par le courant et une partie succomba à la faim et à la soif. « la soif, la faim et l'épidémie achevèrent la destruction de cette grande flotte ». « Quatre galions et deux navires marchands seuls purent annoncer à l'Espagne ce premier désastre », auquel « l'Europe entière se refusait de croire ».

## Parcours des troupes débarquées
Une partie seulement de l'armée hispano-portugaise débarqua, dans le port de Touro, au Brésil, et bien plus tard, le 7 février, sous la conduite de Louis Barbalho, après avoir attendu l'autre partie, qui s'était perdue et retourna à Bahia, avec le comte da Torre et le comte de Bagnoli, en passant par le golfe du Mexique, 
Au terme d'une longue marche à travers tout le territoire tenu par les Hollandais, Louis Barbalho remporta de nombreuses victoires avec seulement un millier d'hommes, et devint un héros de l'histoire brésilienne en parvenant finalement à rejoindre Bahia, montrant la faiblesse des positions hollandaises dans l'intérieur des terres.

## Conséquences

### Conséquences en Europe
Humiliation pour les ibériques, le gouverneur hollandais envoya l'amiral portugais en Hollande, où il fut emprisonné du 26 juillet au 16 août 1640 au Gevangenpoort de La Haye, puis relâché à condition qu'il ne retournerait ni en Portugal ni en Espagne, mais à Tercera.
Peu après, on apprit que les Hollandais tentaient de  conquérir  « autre colonie hispano-potugaise de haute importance, Malacca », comptoir important d'Indonésie. Ces succès militaires les font s'enhardir sur le plan diplomatique.

#### Les Hollandais en Angleterre
En Angleterre, Lord Thomas Wentworth (1593-1641), nouvellement créé comte de Strafford, voulait  au même moment convoquer le Parlement pour déclarer la guerre aux Écossais  via une souscription volontaire à laquelle il avait déjà déposé 20000 livres. Mais ses ennemis, très nombreux, et les pamphlets publiés en masse l'accusèrent d'être d'accord avec l'Espagne pour le rétablissement du catholicisme comme religion d'État des trois royaumes britanniques. En première ligne, parmi eux, les Hollandais, inquiets d' un rapprochement entre l'Espagne et l'Angleterre et qui soupçonnaient une nouvelle intrigue du premier ministre feançais, le Cardinal de Richelieu.
La politique hollandaise ne manque alors en cette année 1640 plus d'appui en Angleterre, chez les Puritains, ceux-ci estimant même que la princesse Marie, fille de Charles Ier, devait épouser Guillaume, fils unique du prince d'Orange, Frédéric-Henri, plutôt que l'Infant d'Espagne. Les pamphlétaires espagnols s'insurgent, et dénoncent alors le « petit prince » de hollande, pays d'un million d'habitants à peine, n'existant que « par la grâce de Richelieu », que l'ambassadeur en Hollande Hercule de Charnacé, avait eu la maladresse de reconnaître dans un discours de 1637.
C'est seulement deux mois après la victoire au Brésil, le 26 mars 1640, qu'un renfort de 27 navires et  1 200 hommes, des amiraux Lichtbart et Jol, est envoyé au Brésil par la WIC avec pour mission de s'emparer de Bahia mais elle se limite à piller les environs car Nassau-Siegen s'y oppose. Malgré sa victoire navale de janvier 1640, la WIC semble ensuite en perte de vitesse militaire dans l’Atlantique à partir de 1640. La dernière expédition d’une certaine taille fut celle de Cornelis Jol, visant à intercepter une flotte d'argent espagnole au large de La Havane avec 26 navires, mais victime d'un ouragan le 11 septembre 1640, de telle sorte que c'est finalement 200 Hollandais qui seront  faits prisonniers.

#### En France, Richelieu est sur tous les fronts
L'affaiblissement de l'Espagne après la défaite inattendue de cette armada a aussi des conséquences en France, où le Premier ministre Richelieu se montre sur tous les fronts militaires : en Allemagne, en Italie, dans les Pyrénées, et aux Pays-Bas espagnols, mais subit finalement un revers aux frontières du Roussillon, perdant après 40 jours la forteresse de Salzes, ce qui accroît le désordre régnant dans le système monétaire de la France, un temps dissimulé par le faux monnayage, devenu quasiment « une branche d'industrie », si bien qu'à terme, « dans l'impossibilité de distinguer les mauvaises pièces des bonnes, on refusait d'accepter même les meilleures », obligeant Richelieu à « faire revivre les anciennes lois contre les faux monnayeurs ».
À la fin de l'année 1640, Richelieu était « vainqueur sur tous les points » car il avait « mis pour un moment l'Angleterre hors de jeu », en raison des débuts de la guerre civile anglaise et signé le 23 décembre, « l'acte solennel de la reconnaissance de la république catalane », qui un mois après « se soumit à la souveraineté » de la France, l'Espagne étant aussi affaiblie par la perte le 9 août 1640 de la forteresse d'Arras.

### Conséquences dans l'Union ibérique
Parmi les conséquences importantes, quelques mois plus tard, la fin dans la même année de l'Union ibérique, causée par la Restauration portugaise de décembre 1640, elle-même suivie par la *trêve luso-néerlandaise du 12 juin 1641. Au Portugal, la défaite au terme de cette bataille fut très mal comprise, compte tenu de la supériorité numérique patiemment établie dans l'année qui avait précédé, alors que les Hollandais, de leur côté, n'avaient obtenu que très peu de renforts. Les Portugais qui doutent de l'Union ibérique constatent qu'elle n'est plus capable de se défendre en Catalogne, convoitée par la France, ni de défendre le Brésil, alors que 15  ans plus tôt, la flotte hispano-portugaise avait reconquis Bahia un an seulement après sa prise par les Hollandais. Mais si l'Espagne a cette fois échoué, estiment au contraire ses plus chauds partisans, c'est qu'elle a été trahie par des Portugais. « Les Portugais, excités par les agents de Richelieu, accusaient les Espagnols d'impuissance », inquiets car ils « ne pouvaient plus même conserver les anciens domaines de la couronne portuguaise ».
Les  échecs militaires de l'Union ibérique dans les années 1639-1640, ses deux dernières, ont ainsi contribué fortement à la disgrâce de l'administration au pouvoir au Portugal, qui est renversée en décembre 1640, dans le cadre de la Restauration portugaise installant sur le trône Jean IV. Les Portugais ont décidé de se débarrasser du « joug espagnol », malgré les efforts remarquables de celui-ci pour défendre le Brésil, le premier ministre Olivares ayant fait même de sa restitution une condition absolue de toute éventuelle paix avec les néerlandais.
L'assassinat le 1er décembre 1640 du secrétaire d’État portugais Miguel de Vasconcelos en fit la victime sacrificielle du soulèvement de 1640, précédé par la disgrâce de son mentor Olivares. Une « procédure des charges » est engagée contre un de ses proches, Diogo Soares, avant le 1er décembre 1640 et sera rouverte en 1643 malgré les protestations de ce dernier, entrainant dès lors « la mort politique de ce haut personnage », qui n'est décédé qu'en 1649. Diogo Soares est notamment soupçonné d'avoir saboté la préparation de la flotte réunie à Bahia, commandée par le comte de la Torre, et battue en janvier 1640 au large du Brésil. Dès octobre 1638, Olivares avait convoqué à Madrid toute une série de personnalités afin de décourager la dissidence qui se dessinait parmi les nobles du royaume et préparer une junte renforçant encore le lien avec l'Espagne. Plusieurs d'entre eux s'étaient vu alors chargé de la défense du Brésil afin de les écarter et les fragiliser, notamment les chefs portugais à l'œuvre un peu plus d'un an après lors de bataille navale.
Diogo Soares  aurait, par ailleurs, au même moment, délibérément menti pour faire croire que toute la noblesse portugaise était disposée à recruter des troupes pour participer à la guerre sur le front catalan, ce qu'elle fit en réalité très peu. Ce double soupçon de « haute trahison », prend la forme d'une accusation directe, dans les publications d'un jésuite influent de l'époque, le père Seyner, qui fustige le clan des Soares-Vasconcelos. Son réquisitoire contribue à un climat tendu, en s'ajoutant au livre d'un autre jésuite, l’inquisiteur Adam de la Parra, qui fustige la politique d’Olivares, la jugeant excessivement complaisante à l’égard du judaïsme luso-castillan.
En 1644, la rumeur annonçant la mort de Diogo Soares aurait tracassé le nouveau roi Jean IV, tant le mouvement de restauration qui l'avait porté au pouvoir avait profité de son impopularité, son associé constituant le « principal repoussoir ». Des lettres de Diogo Soares furent trouvées dans les bureaux de Miguel de Vasconcelos et , selon les rumeurs, Jean IV fit interdire leur publication, car il souhaitait que ce repoussoir reste présent.